# Bắc Ninh (Stadt)
Bắc Ninh (Hán tự: 北寧, IPA: ɓɐk35 niɲ33) ist eine Stadt im Norden Vietnams. Sie ist Hauptstadt der Provinz Bắc Ninh und liegt 30 km nordöstlich der Landeshauptstadt Hanoi.

## Geschichte

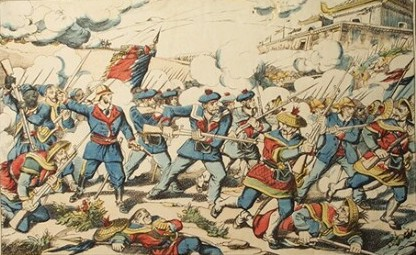
Schlacht von Bắc Ninh 1884

Vom 6. bis 24. März 1884 war die Stadt Schauplatz der Schlacht von Bắc Ninh. Während ihres Tonkin-Feldzuges von 1883 bis 1886 schlugen dort die Franzosen unter General Charles-Théodore Millot eine entscheidende Schlacht gegen chinesische Armeen aus Guangxi und Yunnan, vietnamesische Kräfte und die Schwarzflaggen-Partisanen (Pavillons noirs) von Liu Yongfu (Lưu Vĩnh Phúc).
Am 1. Juni 1883 wurde das Apostolische Vikariat Nordtonking gegründet, das am 3. November 1924 unter dem Namen Apostolisches Vikariat Bắc Ninh Teil des Apostolischen Vikariates Yunnan wurde. Mit der Apostolischen Konstitution Venerabilium Nostrorum wurde es am 24. November 1960 zum Bistum Bắc Ninh.

## Verwaltung
Im Januar 2006 wurde der Status Bắc Ninhs von dem einer Stadt (thị xã) zu dem einer Großstadt (thành phố) mit der Statusnummer 3 erweitert. Die tp. (Thành phố) Bắc Ninh ist gegliedert in 13 Stadtbezirke (phường) und 6 ländliche Distrikte (xã). Die Stadtbezirke sind Đáp Cầu, Thị Cầu, Vũ Ninh, Suối Hoa, Ninh Xá, Tiền An, Vệ An, Vạn An, Kinh Bắc, Đại Phúc, Võ Cường, Vân Dương und Hạp Lĩnh. Die ländlichen Distrikte: Hòa Long, Phong Khê, Khúc Xuyên, Kim Chân, Nam Sơn und Khắc Niệm.

## Infrastruktur und Wirtschaft
Bắc Ninh liegt an der Nationalstraße 1A (vietn. Quốc lộ 1A, Abk. QL1A / AH1) und ist durch diese an die Südregion des Ballungsraumes Hanoi angebunden. Die Nationalstraße 18 (QL18) schafft über den 4-spurig ausgebauten Abschnitt Nội Bài-Bắc Ninh-Schnellstraße die Verbindung zur nördlichen Region Hanois. Die Entfernung zum Nội Bài International Airport beträgt ca. 30 km. Südöstlich, Richtung der 100 km entfernten Hafenstadt Hải Phòng, führt eine gut ausgebaute Landstraße.
Der 120 km südöstlich liegende Anleger Cái Lân des Hafens Hòn Gai in der Provinz Quảng Ninh, der bis 2015 zu einem Tiefwasserhafen für Schiffe bis 50.000 DWT ausgebaut werden soll, ist über die in der Nähe verlaufende Express-Bahnstrecke Yên Viên-Cái Lân und über die QL18 erreichbar. Als Wasserweg ist der Sông Cầu wichtig, der nordöstlich der Stadt Richtung des Sông Thái Bình fließend mit Hải Phòng verbindet. Bắc Ninh liegt an der Bahnstrecke Hanoi – Đồng Đăng (Provinz Lạng Sơn), die noch in der Spurweite 1,435 m betrieben wird.
Die wichtigsten Kliniken sind das Zentralkrankenhaus Bệnh viện Đa khoa tỉnh Bắc Ninh, das Kinh Bắc-Krankenhaus (Bệnh viện Đa khoa Kinh Bắc), das Militär-Hospital 110 (Bệnh viện Quân Y 110) sowie das Krankenhaus für traditionelle Medizin Bệnh viện Y học cổ truyền und das Zentrum für Präventivmedizin Trung tâm Y tế dự phòng thành phố Bắc Ninh. An der Lý Thái Tổ liegt das Museum Bảo tàng Bắc Ninh. Am Ende dieser Prachtstraße wurde 2008 das Kultur- und Wirtschaftszentrum Kinh Bắc (Trung tâm văn hóa Kinh Bắc) fertiggestellt. Als Konferenz-Zentrum ist das Trung tâm hội nghị tỉnh Bắc Ninh geplant.
Zur Vielzahl der vorhandenen Ausbildungsinstitute zählen der Bac Ninh-Campus der VBA Banking Academy of Vietnam (Học viện Ngân hàng), die Kinh Bac International School, die Military Academy of Politics (Học viện Chính trị Quân sự), die Hochschule für Statistik Cao đẳng Thống kê Trung ương und eine Pädagogische Hochschule (Cao đẳng sư phạm Bắc Ninh). Fußballspiele werden im Frühlingsblumen-Stadion Sân vận động Suối hoa ausgetragen. Beim Bau des Stadions Nhà thi đấu Bắc Ninh stürzte 2005 ein Dach ein, und mehrere Arbeiter wurden schwer verletzt.
Die mehr als 20 Industrie-Zonen in der Provinz werden von der Bac Ninh Industrial Zones Authority in der Ly Thai To Nr. 10 koordiniert. Im Stadtgebiet liegen die Đại Kim Industrial Zone, die Đại Đồng – Hoàn Sơn Industrial Zone, die Nam Sơn – Hạp Lĩnh Industrial Zone und das Võ Cường Industrial Cluster. 2009 wurde mit Unterstützung und Förderung des Wastewater Management Project des Bundesministeriums für Wirtschaftliche Zusammenarbeit und Entwicklung (BMZ), der Entwicklungsbank der Kreditanstalt für Wiederaufbau (KfW) und von DED und GTZ (mittlerweile fusioniert zur Deutschen Gesellschaft für Internationale Zusammenarbeit – GIZ), eine Kläranlage fertiggestellt. Weitere Fördermittel für den Ausbau der Kanalisation und den Bau einer Abfall-Deponie sind in Aussicht gestellt.

## Kultur und Sehenswürdigkeiten
Im Stadtbezirk Kinh Bắc ist die Zitadelle Bắc Ninh (Thành cổ Bắc Ninh) zu besichtigen, die Anfang des 19. Jahrhunderts, von der Militär-Architektur der Franzosen beeinflusst, zum Schutz der Hauptstadt Thăng Long errichtet wurde. Die Kathedrale Königin des Rosenkranzes der Diözese Bắc Ninh, Nhà Thờ Chính Tòa Bắc Ninh, wurde ab 1892 erbaut.
Der Nguyên Phi Ỷ Lan Park (Công viên Nguyên Phi Ỷ Lan) erinnert an die Konkubine von Lý Thánh Tông und Mutter von Lý Nhân Tông, Nguyên Phi Ỷ Lan (auch Lê Thị Yến, 1044–1117). In der Lý Thái Tổ steht eine Statue für den gleichnamigen Kaiser (Tượng đài Lý Thái Tổ).
Am 13. Tag des Lunarkalenders wird im Dorf Cô Mễ, Bezirk Vũ Ninh, im Tempel Đền Bà Chúa Kho, der als Kultstätte für Bà Chúa Kho dient, das jährliche Fest gefeiert. Die Anrufung dieser Dame der Schatzkammer soll zu finanziellem Reichtum führen.

## Söhne und Töchter
- Mai Duong Kieu (* 1987), deutsch-vietnamesische Schauspielerin
- Tùng Dương (* 1983), vietnamesischer Sänger

## Galerie

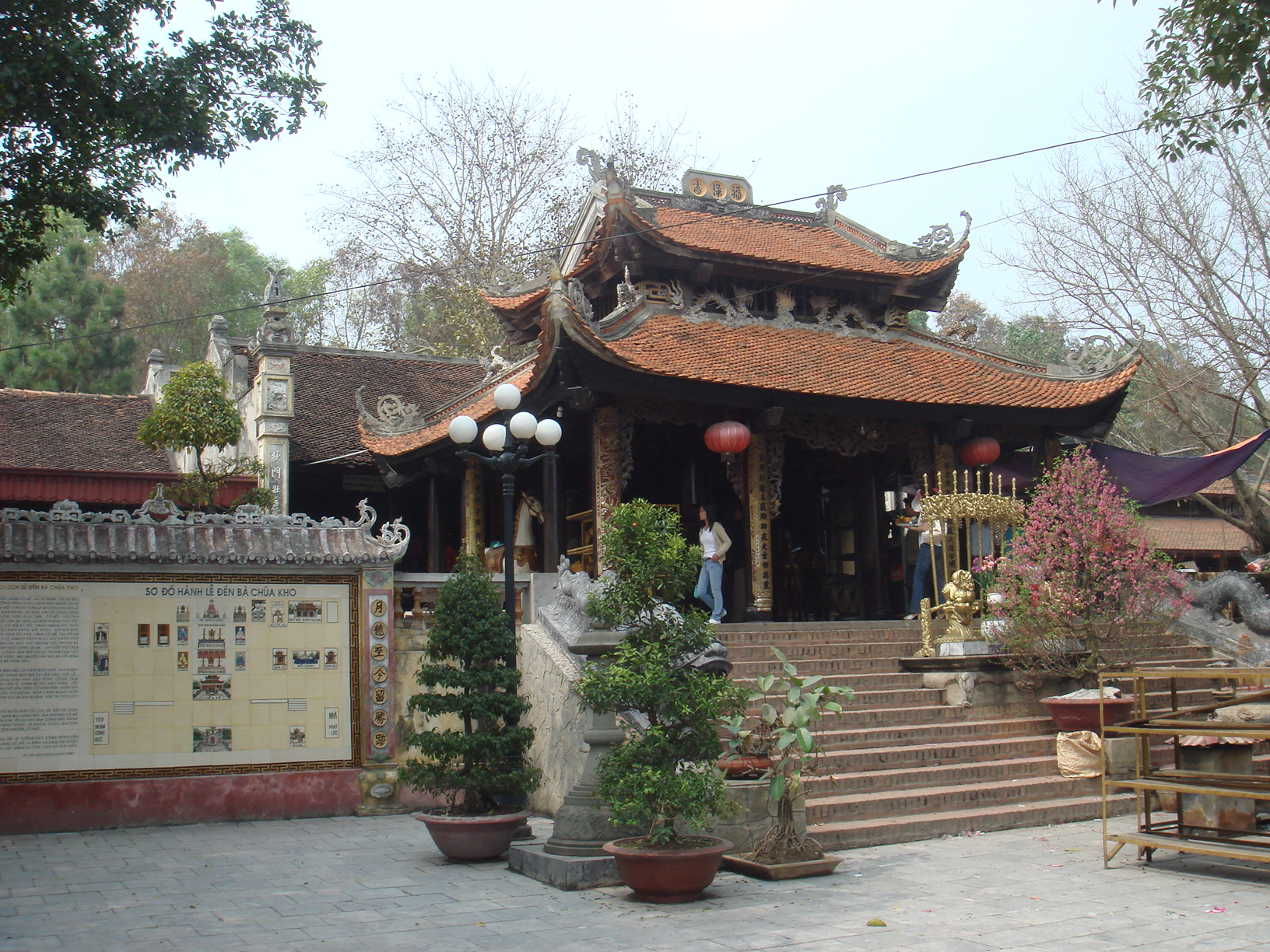
Tempel der Bà Chúa Kho
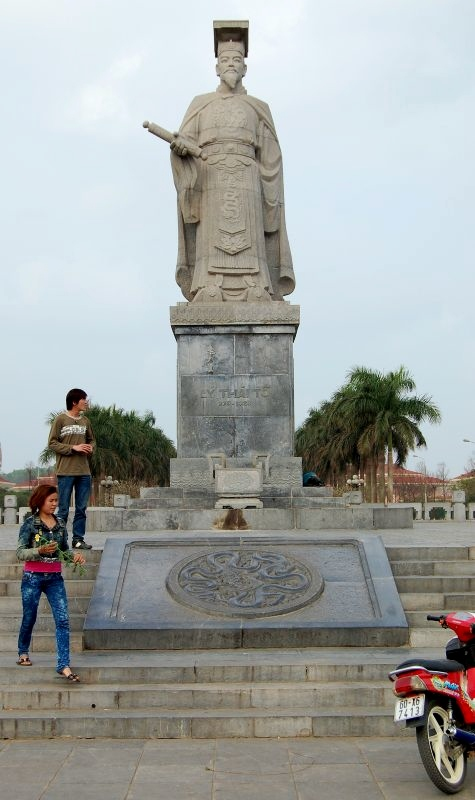
Statue von Lý Thái Tổ
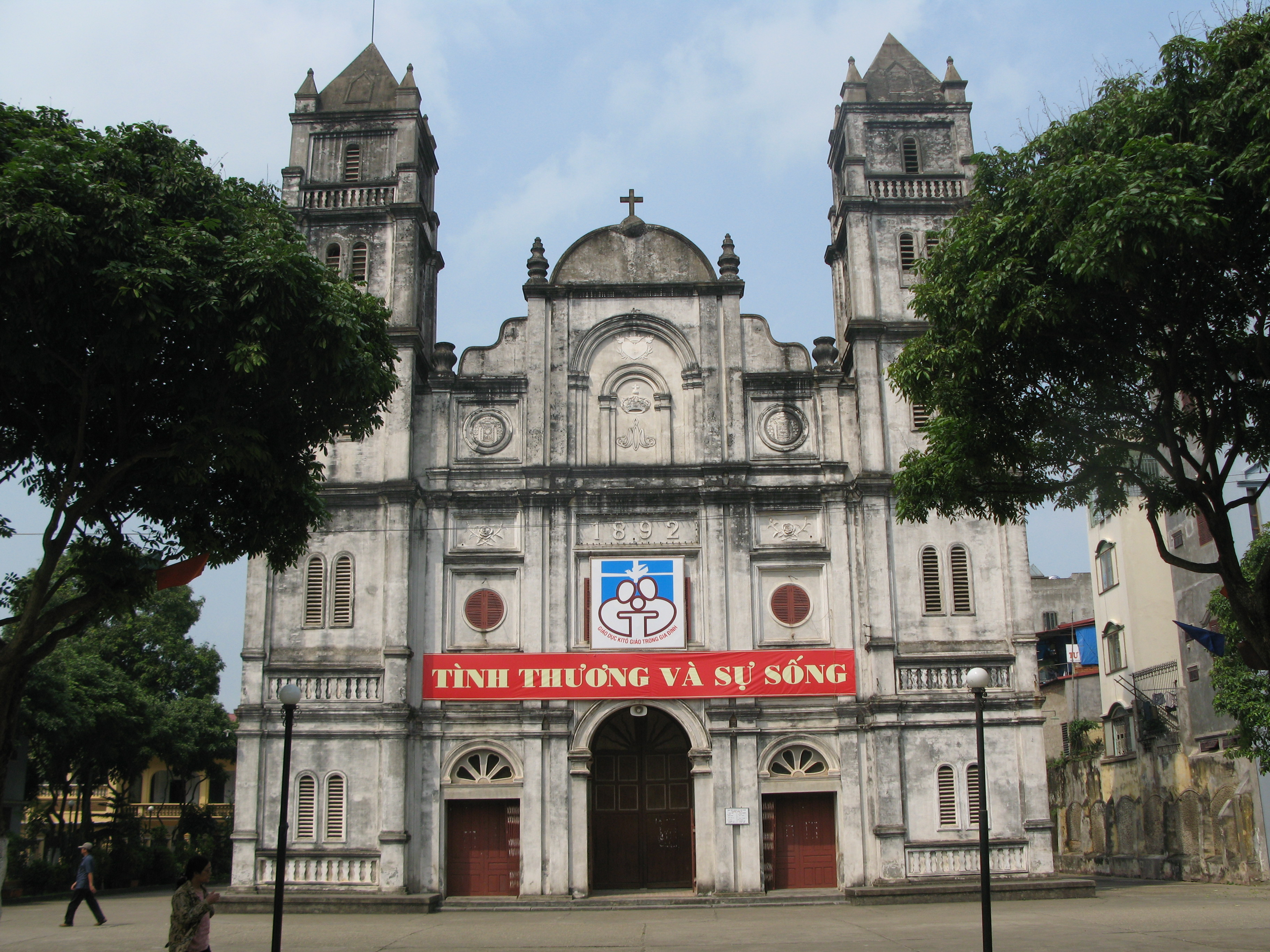
Kathedrale von Bắc Ninh (Nhà thờ chính tòa Bắc Ninh), erbaut 1892
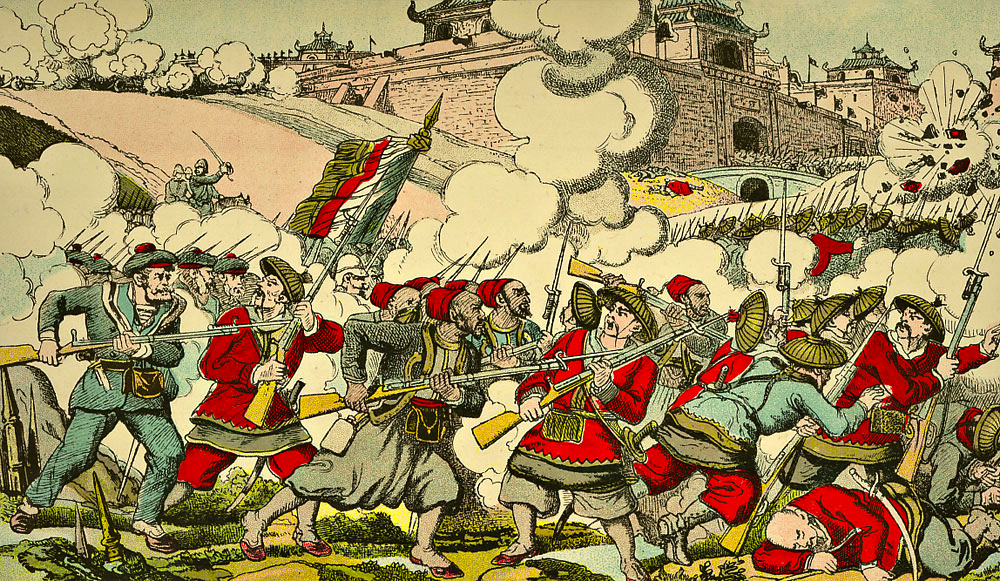
Einnahme von Bắc Ninh am 12. März 1884 durch die Franzosen
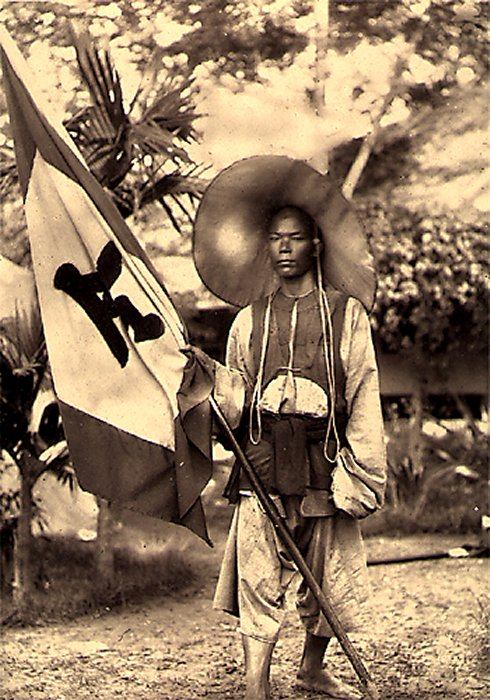
Soldat der Schwarzflaggen 1885
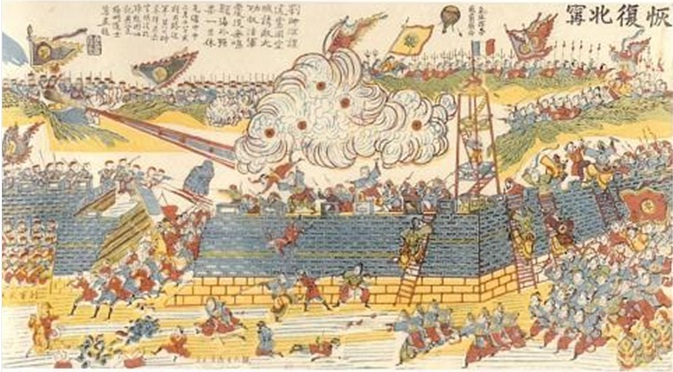
Vorübergehende Rückeroberung der Festung Bac Hinh durch die Chinesen 1884
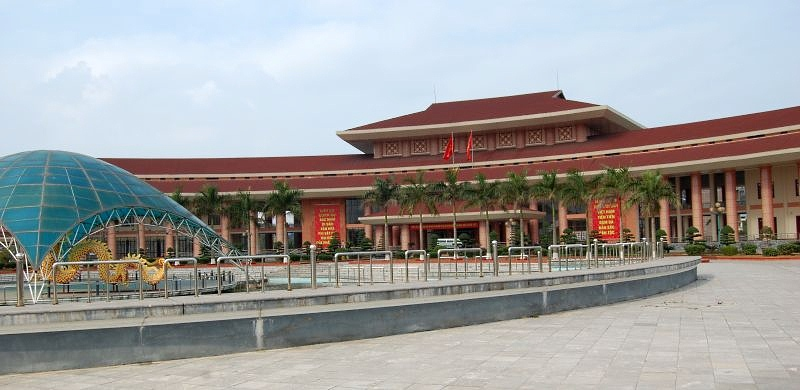
Kultur- und Wirtschafts-Zentrum Kinh Bắc
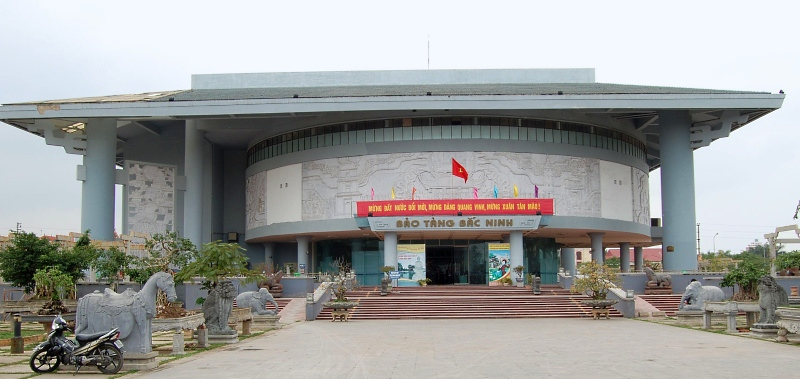
Museum in Bắc Ninh
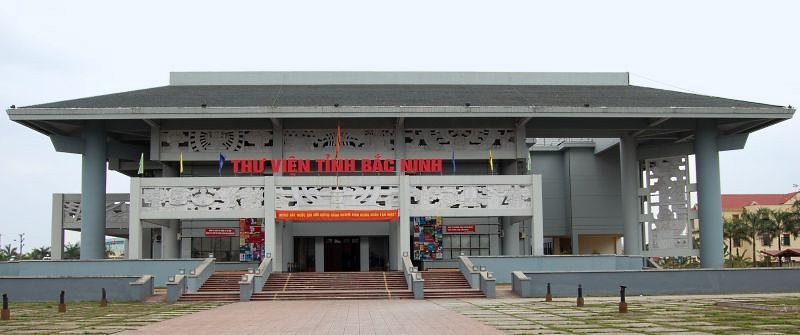
Bibliothek von Bắc Ninh
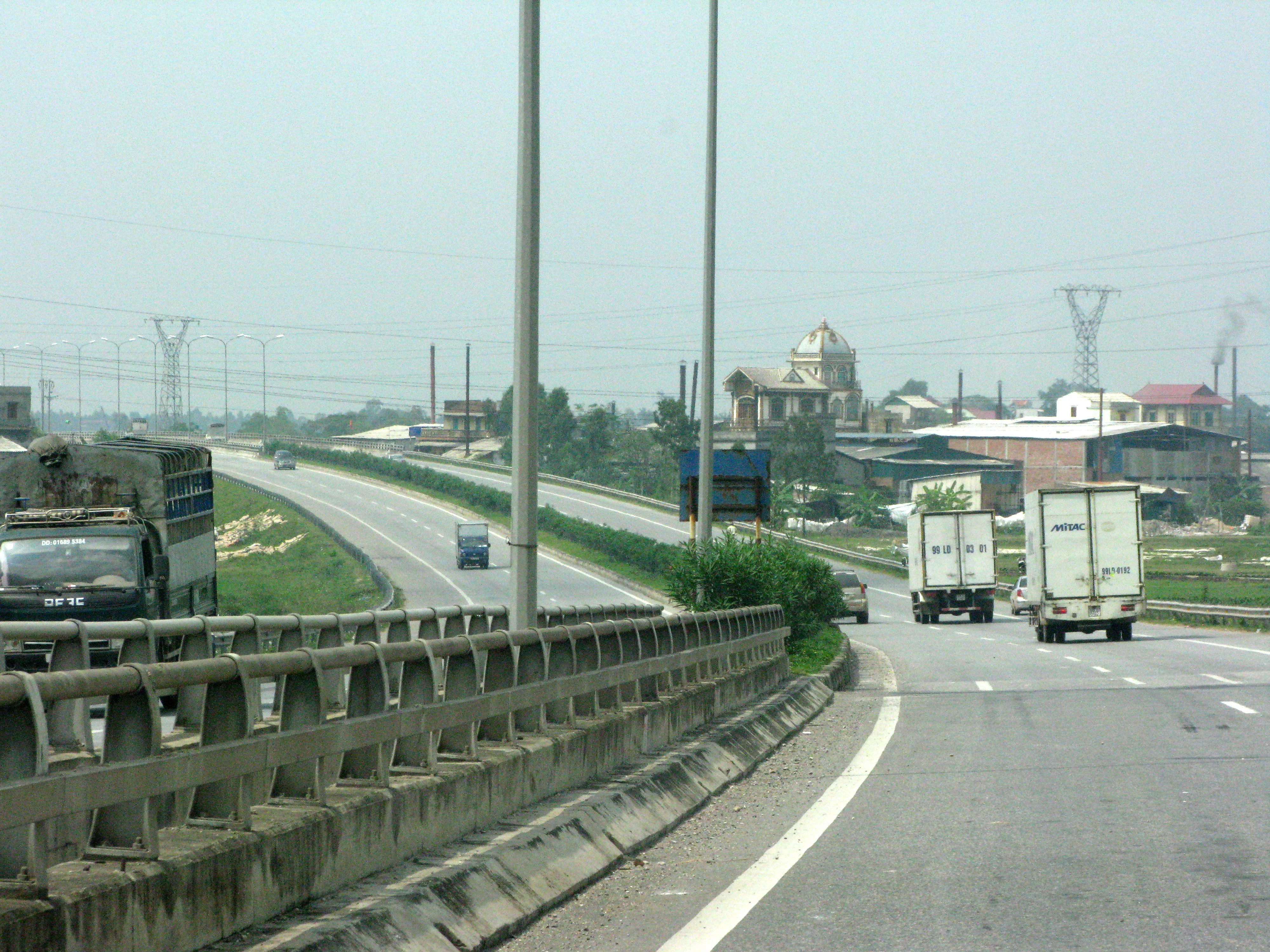
Nội Bài-Bắc Ninh Expressway (National Highway 18)